# Gjermund Eggen
Gjermund Eggen (Engerdal, 1941. június 5. – Elverum, 2019. május 6.) norvég sífutó, olimpikon.

## Pályafutása
Az 1966-os oslói világbajnokságon, hazai pályán három aranyérmet nyert. Győzött a 15 km-es, az 50 km-es és a 4 × 10 km-es váltó versenyszámban. Részt vett az 1968-as grenoble-i olimpián. A 30 km-es versenyszámban a 34. helyen végzett.

## Sikerei, díjai
- Világbajnokság
  - aranyérmes (3): 1966 (15 km, 50 km, 4 × 10 km, váltó)